# Belki Alışman Lazım
Belki Alışman Lazım – drugi studyjny album grupy Duman.
Płyta została wydana w 2002 roku przez wytwórnię płytową NR1 Müzik. Autorem niemal wszystkich kompozycji na płycie jest Kaan Tangöze – wokalista, wyjątkami są: Oje – przy tworzeniu muzyki do tego utworu brał udział cały zespół, utwór Bal – muzykę do tej piosenki skomponował Kaan we współpracy z gitarzystą zespołu Batuhanem Mutlugilem oraz utwór Ah – do którego muzykę również skomponował Batuhan Mutlugil. Na płycie znalazł się także jeden cover pt. Her Şeyi Yak, którego autorami są greccy kompozytorzy Lina Nikolakopoulou i Thanos Mikroutsikos, a przekładem słów piosenki na język turecki zajęła się Sezen Aksu.

## Lista utworów
1. "Bu Akşam"
2. "Her Şeyi Yak"
3. "Oje"
4. "Kırmış Kalbini"
5. "Masal"
6. "Manası Yok"
7. "Belki Alışman Lazım"
8. "Bal"
9. "Ah"
10. "Elimdeki Saz Yeter Canıma"
11. "Haberin Yok Ölüyorum"
12. "Bu Akşam" (wersja akustyczna)

## Teledyski
- "Her Şeyi Yak" (2002)
- "Oje" (2003)
- "Bu Akşam" (2003)
- "Belki Alışman Lazım" (2004)